# Piast Czerwieńsk
Piast Czerwieńsk – polski klub piłkarski z siedzibą w Czerwieńsku, założony w 1947 roku. Występuje w sezonie 2025/2026 w rozgrywkach klasy A.

## Nazwy
- 1947 – LZS (Ludowy Zespół Sportowy) Czerwieńsk
- 1956 – LKS (Ludowy Klub Sportowy) Piast Czerwieńsk
- 1994 – KS (Klub Sportowy) Piast Czerwieńsk[1]

## Sukcesy
- 17. miejsce w III lidze – 1997/1998
- I runda Pucharu Polski – 1996/1997
- Puchar Polski OZPN Zielona Góra – 1995/1996[1]

## Sezon po sezonie
- 2001/02 – Liga okręgowa, grupa: Zielona Góra – 6. miejsce
- 2002/03 – Liga okręgowa, grupa: Zielona Góra – 6. miejsce
- 2003/04 – Liga okręgowa, grupa: Zielona Góra – 11. miejsce
- 2004/05 – Klasa A, grupa: Zielona Góra II – 10. miejsce
- 2005/06 – Klasa A, grupa: Zielona Góra II – 1. miejsce
- 2006/07 – Klasa okręgowa, grupa: Zielona Góra – 8. miejsce
- 2007/08 – Klasa okręgowa, grupa: Zielona Góra – 4. miejsce
- 2008/09 – IV liga, grupa: lubuska – 5. miejsce
- 2009/10 – IV liga, grupa: lubuska – 8. miejsce
- 2010/11 – IV liga, grupa: lubuska – 13. miejsce
- 2011/12 – Klasa okręgowa, grupa: Zielona Góra – 2. miejsce
- 2012/13 – IV liga, grupa: lubuska – 10. miejsce
- 2013/14 – IV liga, grupa: lubuska – 10. miejsce
- 2014/15 – IV liga, grupa: lubuska – 15. miejsce
- 2015/16 – Klasa okręgowa, grupa: Zielona Góra – 9. miejsce
- 2016/17 – Klasa okręgowa, grupa: Zielona Góra – 5. miejsce
- 2017/18 – Klasa okręgowa, grupa: Zielona Góra – 11. miejsce
- 2018/19 – Klasa okręgowa, grupa: Zielona Góra – 5. miejsce
- 2019/20 – Klasa okręgowa, grupa: Zielona Góra – 6. miejsce
- 2020/21 – Klasa okręgowa, grupa: Zielona Góra – 2. miejsce
- 2021/22 – IV liga, grupa: lubuska – 17. miejsce
- 2022/23 – Klasa okręgowa, grupa: Zielona Góra – 8. miejsce
- 2023/24 – Klasa okręgowa, grupa: Zielona Góra – 12. miejsce
- 2024/25 – Klasa okręgowa, grupa: Zielona Góra – 15. miejsce